# Xiphulcus labralis
Xiphulcus labralis là một loài tò vò trong họ Ichneumonidae.